# Thérèse Tietjens
Thérèse Johanne Alexandra Tietjens (Hamburgo, 17 de julho de 1831 — Londres, 3 de outubro de 1877) foi uma soprano
nascida alemã, mas húngara por naturalização. Ela fez sua carreira tomar força em Londres durante as décadas de 1860 e 1870, mas sua sequência de sucessos musicais foram interrompidos na capital britânica prematuramente por câncer. Muitos historiadores de ópera afirmam que ela foi a melhor soprano dramática da segunda metade do século XIX.

## Carreira
Thérèse Tietjens recebeu aulas de canto em Hamburgo e Viena. Ela estudou com Heinrich Proch, que também foi professor de Peschka-Leutner e de outras prime donne. Ela fez uma bem sucedida estréia em Hamburgo em 1849 como Lucrezia Borgia, ópera de Gaetano Donizetti, uma óbra com quem ela teve uma associação particular durante toda sua carreira. Ela cantou em Frankfurt de 1850 até 1856 e em Viena de 1856 até 1859.
Tietjens fez sua primeira aparição em Londres em 1858 como Valentine em Les Huguenots de Giacomo Meyerbeer. Londres tornou-se sua casa e ela continuou a cantar ópera regularmente no Teatro Sua Majestade, no Drury Lane e no Covent Garden até sua morte em 1877. Ela foi igualmente perfeita em oratórios e tornou-se a soprano dramática líder na Inglaterra durante as décadas de 1860 e 1870. A primeira parte de sua carreira em Londres coincidiu com o apogeu do tenor Antonio Giuglini (1827-1865), um estudante de Cellini, que fez sua estreia no Sua Majestade em 1857 como Fernando em La Favorita de Gaetano Donizetti.
Nessa época, a soprano Giulia Grisi estava cantando em Londres: Tietjens então herdou partes do repertório de Grisi e da grandiosa Giuditta Pasta. Em 1860, E.T. Smith, administrador do Teatro Sua Majestade, atendeu a necessidade do mercado da ópera Inglesa e Italiana e começou produções italianas, começando com Il trovatore de Giuseppe Verdi e Don Giovanni, enquanto também produziu a première da ópera inglesa Robin Hood de George Macfarren com Sims Reeves. No dia 15 de junho de 1861, Tietjens foi a primeira Amelia londrina, ao lado de Antonio Giuglini como Riccardo e ao lado de Enrico Delle Sedie em Un ballo in maschera de Verdi.
O ano de 1863 viu a primeira performance de Fausto de Charles Gounod na Inglaterra, novamente no Teatro Sua Majestade. Essa produção fez tanto sucesso que foi transferida para o Covent Garden, onde foi apresentada em toda temporada, até 1911. Outras premières que contaram com a interpretação de Tietjens foram: Die lustigen Weiber von Windsor de Otto Nicolai em 1876 e Mireille de Charles Gounod em 1664. Tietjens e outros cantores apresentaram-se no Palácio de Buckingham para a Rainha Vitória do Reino Unido em maio de 1864, cantando Amide de Christoph Willibald Gluck, I Puritani de Vincenzo Bellini, Robert le Diable de Gioacchino Rossini e Giacomo Meyerbeer.
Tietjens cantou novamente com a Sociedade Filarmônica Real em 1868. No ano seguinte, a temporada italiana da companhia Covent Garden abriu com Norma. Ela também trabalhou com Reeves na première de The Prodigal Son de Arthur Sullivan em 1869. Em 1870 Tietjens cantou a première inglesa de Messe Solennelle de Gioacchino Rossini e no ano seguinte recebeu a Medalha de Ouro da Sociedade Filarmônica.